# Вихти (Львовская область)
Вихти (укр. Віхті) — село в Добросинско-Магеровской сельской общине Львовского района Львовской области Украины.
Население по переписи 2001 года составляло 130 человек. Занимает площадь 2,1 км². Почтовый индекс — 80335. Телефонный код — 3252.